# 라크루스 (칠레)
라크루스(스페인어: La Cruz)는 칠레 발파라이소주 키요타 현의 코무나이다.